# Матерн от Кьолн
Вижте пояснителната страница за други личности с името Матерн.
Свети Матерн или Матернус (на латински: Maternus, † ок. 328) е след 300 г. третият епископ на Трир и през 314 г. първият епископ на Кьолн (Civitas Agrippinensium), 315 г. организирал епископство Тонгерен. Почита се като Светия на 14 септември.
Матерн участва като доверено лице на римския император Константин I в Латеранския събор през 313 г. в Рим и през 314 г. в събора в Арл.
По времето на епископ Матерн папа на църквата е Силвестър I.